# Saint-Martin-de-Bernegoue

Saint-Martin-de-Bernegoue este o comună în departamentul Deux-Sèvres, Franța. În 2009 avea o populație de 776 de locuitori.